# William Northey
William M. Northey, kanadski hokejski funkcionar, graditelj v ligi NHL, * 29. april 1872, † 9. avgust 1963.
Northey je bil rojen v kraju Leeds, Quebec. Leta 1893 je postal tajnik hokejskega kluba Montreal Hockey Club. Klubu je pomagal priti do dveh Stanleyjevih pokalov. Leta 1909 je pomagal prepričati hokejske funkcionarje, da spremenijo dve pravili, ki se še danes uporabljata v hokeju na ledu. Prvo je bilo, da tekme niso bile več deljene v dva polčasa po 30 minut, ampak v 3 tretjine po 20 minut. Prav tako je odigral ključno vlogo pri odločitvi o ukinitvi položaja roverja. Število igralcev v moštvu je s tem padlo na šest. 
Kasneje je ustanovil podjetje Canadian Arena Company in bil ključnega pomena pri izgradnji dvorane Arena Gardens v Torontu. Prav tako si je lastil dvorano Montreal Arena, ki je pogorela leta 1918. Leta 1924 je pomagal zgraditi slavno dvorano Montreal Forum. Od 1946 do 1957 je deloval kot podpredsednik moštva Montreal Canadiens, sezono 1956/57 pa je opravljal funkcijo njihovega predsednika. Moštvo je bilo poleti 1957 prodano družini Molson in Northey se je umaknil iz hokeja. Njegovo ime je bilo vrezano na tri Stanleyjeve pokale - v letih 1953, 1956 in 1957. 
Leta 1947 je bil sprejet v Hokejski hram slavnih lige NHL. 